# ألين فوستر كوبر
ألين فوستر كوبر (بالإنجليزية: Allen Foster Cooper)‏ هو محامي وسياسي أمريكي، ولد في 16 يونيو 1862 في الولايات المتحدة، وتوفي في 20 أبريل 1917. حزبياً، نشط في الحزب الجمهوري. وقد انتخب عضو مجلس النواب الأمريكي.